# Класифікація Сіблі — Алквіста
Класифікація Сіблі — Алквіста (англ. Sibley-Ahlquist taxonomy) — радикально нова таксономічна класифікація птахів, яку запропонували Чарлз Сіблі і Йон Едвард Алквіст. Класифікація основана на дослідженнях за допомогою порівняльної гібридизації геномів, проведених наприкінці 1970-х та 1980-х роках.